# Thilo Götze Regenbogen
Thilo Götze Regenbogen  (* 24. März 1949 in Lehnin als Thilo Götze; † 30. April 2015) war ein deutscher Künstler, Kunsthistoriker, Kulturwissenschaftler und Autor.

## Leben
Thilo Götze Regenbogen verbrachte seine früheste Zeit in der Mark Brandenburg und in Naunhof bei Leipzig, bevor seine Mutter 1957 die DDR mit den Kindern über die Berliner Luftbrücke verließ. Er besuchte Volksschule und Gymnasium in Bad Dürkheim und studierte in Kaiserslautern das Fach Gebrauchsgrafik. Dort war er maßgeblich beteiligt an der Umwandlung der Grafik-Abteilung der Meisterschule für Handwerker in eine Werkkunstschule. Er engagierte sich als AStA-Vorsitzender und organisierte die Kaiserslauterer Demonstration gegen die Notstandsgesetze. Als Schüler von Helmut Göring (1917–2013) und Gründungsmitglied der Künstlergruppe Phönix Omnibus setzte er sich für die ars phantastica ein. Danach absolvierte er Studien der Kunstpädagogik und Medienerziehung sowie der Kunstgeschichte an der Universität Mainz und der Universität Frankfurt, die er 1976 und 1977 abschloss.
Seit 1965 war Thilo Götze Regenbogen als Künstler aktiv, seit 1969 auch als Publizist. „Als 20-Jähriger bekannte sich Thilo Götze Regenbogen zum Buddhismus. 1970 wurde er bei einem Autounfall schwer verletzt. Noch im Krankenhaus beschloss er, nicht Grafiker zu werden, sondern Kunstlehrer.“ Von 1978 bis 2002 arbeitete er als Lehrer für Bildende Kunst und Visuelle Kommunikation an der Main-Taunus-Schule in Hofheim am Taunus.
Thilo Götze Regenbogen kooperierte mit Persönlichkeiten der Kunst- und Literaturszene wie mit Hadayatullah Hübsch, der schrieb: „Ein Künstler eigener Art ist Thilo Götze Regenbogen, der mich verschiedentlich zu Aktionen einlud.“ Auch mit Rolf Schwendter war Götze Regenbogen verbunden, zu dessen Festschrift er den Artikel Manche regieren die Welt, andere sind die Welt beitrug. Eine lange Freundschaft und Zusammenarbeit verband Thilo Götze Regenbogen mit dem Fluxus-Künstler U We Claus. Darüber hinaus bestand eine Verbindung zu Klaus Sobolewski, an dessen Gedenkschrift Götze Regenbogen mitwirkte.
Thilo Götze Regenbogen war ein engagierter Sammler: „Im Historischen Museum ist auch ein olivgrüner Parka ausgestellt, den Thilo Götze Regenbogen von 1968 bis 1980 trug. Mit Siegeln und bunten Bändchen hat er ihn verziert und an den Taschen mit Jeansstoff ausgebessert. Die Alltagsjacke, die zum Museumsstück arrivierte, hat in Thilo Götze Regenbogens Sammlung die Nummer 1339. Im Jahre 2008 war er der größte private Leihgeber der Frankfurter Ausstellung "Die 68er: Kurzer Sommer - lange Wirkung" im Historischen Museum. Seinen Besitz zu sichten, zu ordnen und zu archivieren, beschäftigte den Hofheimer Künstler seit langem. Als sein "Raum 1" vor fünf Jahren von Kriftel nach Hofheim übersiedelte, trennte er sich aus Platzgründen von etlichen Plakaten, Zeitschriften und Papieren. Er hat sie öffentlich und zu Musik verbrannt, aus dem Abschied eine Performance gemacht.“
Im Jahre 1986 erhielt Thilo Götze Regenbogen den Kunstpreis der Humanistischen Union.

## Wirken
Wesentliche prägende Einflüsse auf das Schaffen von Thilo Götze Regenbogen hatten Theodor W. Adorno, Bob Dylan und Lama Anagarika Govinda. „Zeitlich war es so, daß ich ab Mitte der 1960er Jahre simultan Adorno gehört und gelesen, Lama Govinda studiert und Bob Dylan übersetzt und gehört habe. Es folgte also nicht eines auf das andere, schon gar nicht in dem Sinne, daß ich mich von der Musik über die Philosophie zum Buddhismus bewegt hätte. Alles hat seine Stelle, seinen Klang, seine Reichweite, seine eigene Tiefe.“ Von da an war das künstlerische und das publizistische Werk von Thilo Götze Regenbogen stark von einer Auseinandersetzung mit dem Buddhismus geprägt.
1986 gründete er den EygenArt Verlag und 1989 die EygenArt Galerie. 1991 rief er „Raum 1 – Forschungsinstituts für Gegenwartskunst“ ins Leben, das sich nach der Gründung in Kriftel und seit 2003 in Hofheim am Taunus befindet.
Thilo Götze Regenbogen arbeitete auch kulturwissenschaftlich. So legte er Studien zu Themen wie der Geschichte des Buddhismus in der DDR, zu Buddhismus und Film und vielen anderen interkulturellen Themen vor. Seit 2002 hatten sich als Forschungsschwerpunkte herausgebildet: Carlfriedrich Claus (1930–1998) und seine Freundschaft und Korrespondenz mit Ernst (1885–1977) und Karola Bloch (1905–1994); Buddhismus und Moderne im Weltzusammenhang; das Buddhabildnis in der Moderne; Ludwig Meidner (1884–1966), seine Freundschaft mit Karola Bloch und die Apokalypse; Alternativkulturen im deutschsprachigen Raum Europas 1970–2000; Kulturfeldtheorie und Ansätze zu einem integralen Denken.
Ein Anliegen Götze Regenbogens war es, die alte Tradition des Buddhismus mit der Moderne und ihrer Kunst zu versöhnen, indem er die bei vielen Künstlern und Schriftstellern der Moderne erkennbaren Einflüsse der Weisheitsüberlieferungen nachwies und verdeutlichte.
Schon 1969 gründete er in Bad Dürkheim das „Lotos-Studio“ als „eine Verbindung von Buddhismus und Kreativität.“ Von 1969 bis 1972 gab er die erste und bisher einzige Zeitschrift für Buddhismus und Gegenwartskunst, GARUDA, heraus. Auch seine jüngeren Bücher verfolgen diese Zielrichtung. Martin Brauen urteilt über Götze Regenbogens Buch Feldbefreier in Kunst, Weisheit und Wissenschaft (2010): „Ein Modernebegriff auf dem aktuellen wissenschaftlichen Stand, aufmerksame und kritische Wahrnehmung kultureller Ausdrucksformen des globalisierten Buddhismus, die Besonderheiten in den Herkunftsländern und eine pragmatisch verankerte Kulturfeldtheorie machen dieses Buch zu einem hilfreichen Kompendium der Gegenwartskultur, das ebenso die vergangenen 200 Jahre in einem neuen Licht zeigt.“

## Künstlerisches Werk
Im künstlerischen Schaffen von Thilo Götze Regenbogen werden acht Werkphasen unterschieden, in denen sich sehr unterschiedliche Medien wie Malerei, Zeichnung, Druckgrafik, Objektkunst, Installation, Performance, Mail Art, Stempel, Aufkleber, Plakate, Copy Art und Postkarten finden. Seine Mail Art-Aktivitäten gelten als von Friedensreich Hundertwasser und Klaus Staeck beeinflusst. Seine vierte Werkphase "Erweiterter Ökologiebegriff" (1976–1988) war zugleich eine der auch politisch aktivsten. So entstanden hier auch die Beiträge gegen die Erweiterung des Frankfurter Flughafens ("Startbahn West"). Im Oktober 2013 veröffentlichte er einen Aufsatz "Mache ich Konzeptkunst?", in dem er den Beginn einer neunten Werkphase beschreibt.
Bildnerische Werke von Thilo Götze Regenbogen finden sich in zahlreichen Museen, darunter dem Museum für Gestaltung Zürich, der Sammlung Carl Laszlo sowie der Sammlung Hans van der Grinten im Museum Schloss Moyland.
2011/12 erschien ein Gesamtverzeichnis des künstlerischen Werks von Thilo Götze Regenbogen, das im ersten Band die Jahre von 1965 bis 1968 dokumentiert, als der Künstler als „Thilo Götze“ auftrat. Der zweite Band dokumentiert die Jahre von 1968 bis 1971, als er unter „Thilo A. Götze“ wirkte.

## Veröffentlichungen(Auswahl)
- Der verschollene Diskurs. Buddhismus und Kunst. Marburg: Diagonal Verlag 2004, ISBN 3-927165-90-5
- Dialektik des Mitgefühls: Buddhismus und Film. Marburg: Diagonal Verlag 2002, ISBN 3-927165-79-4
- Buddhabildnis und Moderne: Nachahmung, Verfremdung, Kritik. EygenArt Verlag 2012, ISBN 978-3-925829-63-5
- Feldbefreier in Kunst, Weisheit und Wissenschaft. Marburg: Diagonal Verlag 2010, ISBN 978-3-939346-18-0

Bis zum Jahr 2003 existiert eine Gesamtbibliografie der Arbeiten von Thilo Götze Regenbogen.